# Bonn (Ohio)
Bonn ist eine Siedlung im US-amerikanischen Bundesstaat Ohio.

## Geographische Lage
Bonn ist eine Streusiedlung, die sich entlang der County Road 11 erstreckt. Die Siedlung liegt im Südosten des Bundesstaates im Washington County in der Nähe der Grenze zu West Virginia und ist Bestandteil des Großraums Marietta.

## Geschichte
Genau wie das nahegelegene Germantown wurde Bonn im 19. Jahrhundert von deutschen Auswanderern gegründet und nach Bonn in Deutschland benannt. Zeitweise gab es Pläne des lokalen Industriellen Nahum Ward dem Ort durch Maulbeerbaum-Plantagen und eine Seidenspinnerei zu wirtschaftlichem Aufschwung zu verhelfen, allerdings wurden diese nie umgesetzt.